# 志治達雄
志治 達雄（しじ たつや、1938年10月20日 - ）は、愛知県出身の元サッカー選手、サッカー指導者。

## 経歴
関西学院大学時代はFWとしてプレー。関学クラブ（現役、OBの混成チーム）の一員として1959年の全日本選手権大会の優勝に貢献した。また、在学中の1961年5月28日にマラヤ代表戦で日本代表として初出場初得点を上げた。国際Aマッチは1試合に出場して1得点を記録した。
1962年に大学を卒業後はトヨタ自動車工業に入社して、サッカー部に入部した。
1965年にトヨタ自動車工業の監督に就任。翌年には関学の後輩の西垣成美をコーチとして招き、全国社会人サッカー選手権大会優勝2回（1968年、1970年）、1972年に日本サッカーリーグ2部で初優勝し、翌1973年の1部昇格に導いた。
トヨタ自動車工業の監督を退任後は愛知県サッカー協会会長などを歴任。
2005年5月に愛知県豊田市に特定非営利活動法人美里スポーツクラブを設立して理事長を務めた。現在は同法人の理事を務めている。

## 所属クラブ
- 愛知県立熱田高等学校
- 関西学院大学
- 関学クラブ
- トヨタ自動車工業

## 代表歴

### 試合数
- 国際Aマッチ 1試合 1得点(1961)

| 日本代表 | 国際Aマッチ | 国際Aマッチ | その他 | その他 | 期間通算 | 期間通算 |
| 年       | 出場        | 得点        | 出場   | 得点   | 出場     | 得点     |
| -------- | ----------- | ----------- | ------ | ------ | -------- | -------- |
| 1961     | 1           | 1           | 0      | 0      | 1        | 1        |
| 通算     | 1           | 1           | 0      | 0      | 1        | 1        |

### 出場
| No. | 開催日         | 開催都市 | スタジアム                 | 対戦相手 | 結果 | 監督     | 大会         |
| --- | -------------- | -------- | -------------------------- | -------- | ---- | -------- | ------------ |
| 1.  | 1961年05月28日 | 東京都   | 国立霞ヶ丘競技場陸上競技場 | マラヤ   | ○3-2 | 高橋英辰 | 国際親善試合 |

### 得点数
| No. | 開催日         | 開催地 | 会場                       | 相手   | 結果 | 大会         |
| --- | -------------- | ------ | -------------------------- | ------ | ---- | ------------ |
| 1   | 1961年05月28日 | 東京都 | 国立霞ヶ丘競技場陸上競技場 | マラヤ | ○3-2 | 国際親善試合 |

## 指導歴
- 1965年 - 1974年 トヨタ自動車工業サッカー部